# Emblethis denticollis

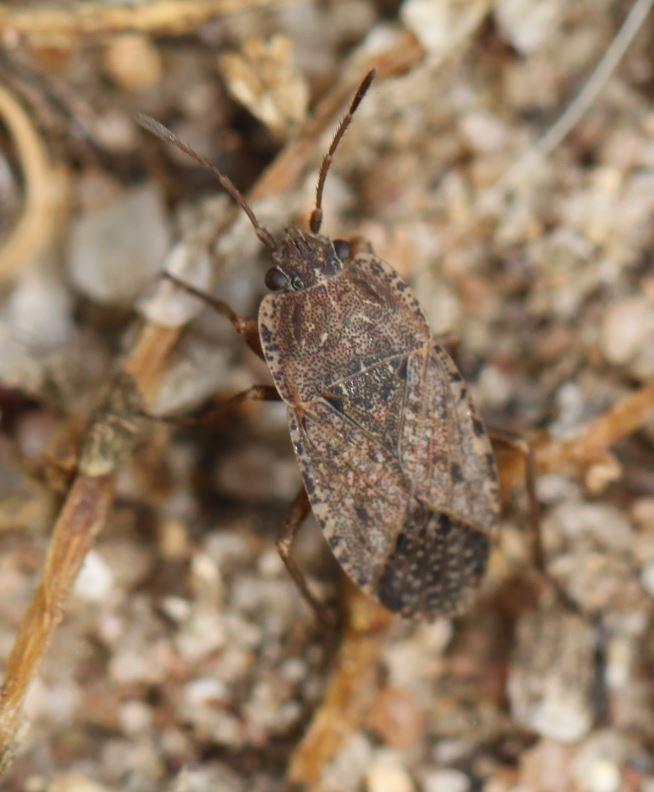

Emblethis denticollis, auch Gezähnte Bodenwanze genannt, ist eine Wanze aus der Familie der Rhyparochromidae.

## Merkmale
Die Wanzen werden 5,5 bis 7,0 Millimeter lang. Die Wanzen der Gattung Emblethis sind strohfarben mit dunkler Musterung. Emblethis denticollis kann man von der sehr ähnlichen Emblethis griseus durch das kürzere erste Segment der Tarsen der Hinterbeine unterscheiden, das 1,5 Mal so lang ist, wie das zweite und dritte Tarsenglied zusammen. Auch ist Emblethis denticollis etwas mehr langgestreckt.

## Verbreitung und Lebensraum
Die Art ist weit verbreitet und tritt in der gesamten Paläarktis auf und fehlt lediglich im Norden. In Deutschland fehlt sie nur im Nordwesten, ist im Osten aber häufiger, ist insgesamt aber nur lokal nachgewiesen. Seit einigen Jahren erweitert die Art ihr Verbreitungsgebiet im Nordwesten Europas. In Österreich ist sie bisher nur aus dem Osten dokumentiert. Die Art ist nicht häufig, kann aber lokal manchmal sehr zahlreich sein. Die Art besiedelt vor allem sonnige, offene Lebensräume, wo sie in der Bodenstreu und auf sandigen und lehmigen Böden lebt. Sehr häufig tritt die Art an euthrophierten Stellen in der Kulturlandschaft zwischen Ruderalvegetation mit Bewuchs von Kreuzblütlern (Brassicaceae), Knöterichgewächsen (Polygonaceae) und Korbblütlern (Asteraceae) auf.

## Lebensweise
Die Tiere saugen an Samen am Boden und sind dabei offenbar an keine speziellen Pflanzenarten angewiesen. Pro Jahr treten zumindest in manchen Gebieten zwei Generationen auf. Die Imagines überwintern, die erste Generation ist ab Juni oder Juli adult, die zweite ab August oder September.

## Belege